# Droga wojewódzka nr 154
Droga wojewódzka nr 154 (DW154) – droga wojewódzka w województwie lubuskim o długości 7 km łącząca  Łęgowo z Trzebiczem. Droga przebiega przez powiat strzelecko-drezdenecki.

## Miejscowości leżące przy trasie DW154
- Łęgowo
- Przynotecko
- Trzebicz